# Klaus Kinkel
Klaus Kinkel (Metzingen, 17 dicembre 1936 – Sankt Augustin, 4 marzo 2019) è stato un politico tedesco, membro del Partito Liberale Democratico.
Kinkel era un funzionario statale e un aiutante di lunga data di Hans-Dietrich Genscher, ha ricoperto il ruolo di segretario personale nel Ministero degli Interni dal 1970 e ruoli di alto livello nel Ministero degli Esteri a partire dal 1974. È stato Presidente del Servizio di intelligence federale da 1979 al 1982 e segretario di stato presso il Ministero federale della Giustizia dal 1982 al 1991. Nel 1991 è stato nominato Ministro federale della giustizia e si è unito al Partito Liberale Democratico (FDP) poco dopo. Nel 1992 divenne ministro degli esteri e nel 1993 divenne anche Vice Cancelliere della Germania e presidente del Partito Liberale Democratico. Ha lasciato il governo nel 1998 dopo la sconfitta elettorale. Kinkel è stato membro del Bundestag dal 1994 al 2002 e in seguito è stato attivo come avvocato e filantropo.
Durante il suo breve mandato come Ministro della giustizia ha insistito per l'estradizione e il processo penale del dittatore deposto tedesco orientale Erich Honecker e ha cercato di porre fine al terrorismo di sinistra della Rote Armee Fraktion. Come ministro degli esteri è considerato uno dei più influenti politici europei degli anni '90. Egli personificò una "assertiva politica estera", aumentò gli impegni di peacekeeping della Germania all'estero, fu in prima linea tra i leader occidentali nel costruire una relazione con la Federazione russa appena democratica di Boris El'cin e fece pressioni affinché la Germania ricevesse un seggio permanente nel Consiglio di sicurezza dell'ONU. Ha anche sostenuto il trattato di Maastricht, la fusione dell'Unione europea occidentale con l'UE per conferire all'UE una capacità militare indipendente e la sua espansione. Ha svolto un ruolo centrale negli sforzi per risolvere le guerre jugoslave degli anni '90 e ha proposto la creazione del Tribunale penale internazionale per l'ex Jugoslavia.

## Biografia

### Vita e carriera professionale
Klaus Kinkel è cresciuto a Hechingen, nel sud-ovest della Germania. Primogenito di due figli di un padre della Westfalia e una madre sveva, suo padre, che tornò come prigioniero di guerra sovietico nel 1946, fu internista e cardiologo. Dopo il suo esame di ammissione (Abitur) presso l'Istituto pubblico di Hechingen, Kinkel ha iniziato a studiare diritto all'Università di Tubinga, l'Università di Bonn e presso l'Università di Colonia, dove ha terminato gli studi con il punteggio più alto e dove ha conseguito il dottorato in giurisprudenza nel 1964. Entra a far parte dell'amministrazione dello stato federale del Baden-Wuerttemberg, dove è stato nominato amministratore del distretto di Balingen nel 1968. Questa posizione lo ha portato a essere il rappresentante locale del ministro Hans-Dietrich Genscher, un incarico che ha ricoperto dal 1970 al 1974 prima di assumere la direzione dell'Ufficio personale del ministro.

### Carriera politica

#### Prime nomine
Quando Hans-Dietrich Genscher fu nominato nel 1974 ministro degli affari esteri della Repubblica federale di Germania, nominò Kinkel come direttore del suo ufficio, prima di diventare nel 1979 direttore della pianificazione del ministero. Dal 1979 al 1982, Kinkel è stato presidente del Bundesnachrichtendienst, il servizio di intelligence federale. Nell'ottobre dello stesso anno fu nominato Segretario di Stato del Ministero della Giustizia.

#### Ministro federale
Il 18 gennaio, 1991 ha continuato a rivestire la carica di ministro della Giustizia nel governo di Helmut Kohl, una posizione che ha lasciato nel 1992 per essere nominato ministro degli Esteri a seguito delle dimissioni di Genscher. Dopo la partenza del governo del Vice Cancelliere e Ministro dell'Economia Jürgen Möllemann, Kinkel ha ricoperto nel 1993 la carica aggiuntiva di Vice Cancelliere.
Dopo aver lasciato il ministero degli Esteri dopo le elezioni del 1998, ha continuato a praticare privatamente l'attività di avvocato e ha lanciato numerosi progetti sociali. Di conseguenza, è stato nominato Ambasciatore delle persone con disabilità durante la Coppa del mondo in Germania nel 2006.

#### Membro del Partito Liberale Democratico
Dal 1991, è membro del Partito Liberale Democratico, un gruppo di cui è stato presidente dal 1993-1995.

#### Deputato
Dal 1994 al 2002 Klaus Kinkel è stato un membro del Bundestag, il parlamento tedesco, dove è stato rappresentante del suo partito dal 1998 al 2002. Ha presentato la sua candidatura, nello stato federale del Baden-Württemberg.

### Vita privata
Klaus Kinkel era sposato e aveva tre figli, uno dei quali è morto in un incidente stradale. Era anche membro dell'Associazione studentesca cattolica di Tubinga.